# わかさいも
わかさいもは、株式会社わかさいも本舗が製造・販売する北海道洞爺湖温泉名物の菓子。同温泉の定番土産菓子の一つである。
同社の製品「いもてん」についても記述する。

## 概要
- 石焼き芋をイメージしているが、芋は一切使われていない。中には大福豆を用いて作られる白餡と昆布（サツマイモのスジを表現している）が練り込まれており、表面はうっすらと砂糖醤油で焦がしている独特のスタイル。カロリーは1個あたり約126kcal。
- サツマイモ・焼き芋に似せた類似の和菓子自体は古くから作られており、例えば東京都中央区にある「壽堂」という老舗和菓子店の「黄金芋」などが存在するが、わかさいもはサツマイモが取れない北海道で、開拓者が出身地で食べたであろう焼き芋を再現する、いわば開拓の歴史を語る菓子となっている。

## 歴史

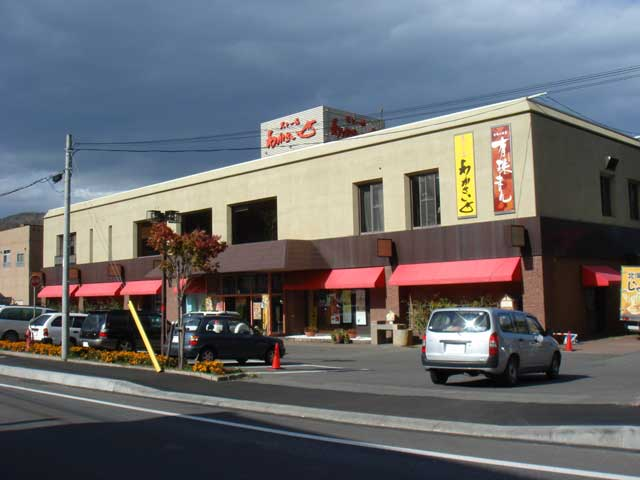
わかさいも本舗本店（洞爺湖湖畔）。1階は土産販売店、2階はレストランになっている

- 現在北海道において、もっとも著名な「いもに似せた風味の菓子」は、わかさいも本舗（洞爺湖町）の「わかさいも」であるが、道央の数か所に類似商品を作っている業者があり、いずれも大正から昭和初期（古い所では明治末期）の創業をうたっている。わかさいも本舗の創業者の若狭函寿（わかさ・はこす）はかつて黒松内駅で菓子などを販売していたが、1923年（大正12年）に芋を使わない菓子「やきいも」を考案し、1930年（昭和5年）に洞爺湖温泉へ移転して新たに店を開いた。その際、当時、若狭と親交のあった小樽新聞の記者で、画家でもあった唯是日出彦が「わかさいも」と命名した[1]。
- 1977年の有珠山噴火では本社工場が被災して販売中止に追い込まれたが、2000年の噴火では一時的に他の工場へ製造拠点を移して対応した。なお、すぐ近くに噴火口ができたために壊滅した工場は「わかさいも」を作っていた工場ではない。
- 販路拡大を進めており、かなり古くから道内の国鉄・JRの一部特急・急行列車の車内販売の品目となっていたほか、札幌駅、新千歳空港など道内各地にも売店を出店している[2]。

## いもてん
- いもてんとは、同社の製品「わかさいも」の揚げ物（天ぷら）製品である。サツマイモの天ぷらをイメージし、1968年より発売された。素朴さが受け、現在も人気の製品である。

## 類似商品
- わかさ屋いも
  - 発売 : 若狭屋老舗（北海道寿都郡寿都町）

- いも風味
  - 発売 : 株式会社わかさや本舗（札幌市西区宮の沢）
    - 同社社史[3]
      - 1917年（大正6年）- 寿都・初代若狭源七より製法伝授
      - 1919年（大正8年）- 京極町にて菓子店開業・商品名「やきいも」
      - 1977年（昭和52年）- 札幌工場（札幌市中央区北6条西28丁目）設立・商品名「いもでないいも」へ変更
      - 1979年（昭和54年）- 商品名「いも風味」へ変更
      - 1992年（平成4年）- 札幌工場を現在地（札幌市西区宮の沢1条3丁目）移転
      - 2003年（平成15年）- 法人改組「株式会社わかさや本舗」となる

    - 若狭屋老舗から連なる家系を同社ホームページで公開している[4]。
この家系図によると、全ての「若狭」さんは親族関係にあることを示している。

- 手焼いも
  - 発売 : わかさや菓子舗（登別市）が販売。

- かつて登別温泉にて、「わかさっこいも」とよばれる「いも風味の菓子」が「わかさや」から発売されていたが、「わかさいも本舗」が同商品の商標を登録出願し取得している[5]。

## 歴代CMイメージキャラクター
- 松坂慶子（女優・歌手） - 1970年代
- 伊藤咲子（歌手） - 1970年代
- 内藤大助（プロボクサー） - 2009年 - 2013年
- 小日向文世（俳優） -  2014年 - 現在